# 穆坎德加尔
穆坎德加尔（Mukandgarh），是印度拉贾斯坦邦金基农县的一个城镇。总人口17790（2001年）。

## 人口
该地2001年总人口17790人，其中男性9129人，女性8661人；0—6岁人口3136人，其中男1653人，女1483人；识字率55.47%，其中男性为67.67%，女性为42.60%。